# Pontifício Colégio Pio Brasileiro
O Pontifício Colégio Pio Brasileiro (em italiano Pontificio Collegio Pio Brasiliano) é um colégio sediado em Roma (Itália) mantido pela Conferência Nacional dos Bispos do Brasil (CNBB) e administrado por um Conselho de Direção, dedicado à formação permanente de presbíteros diocesanos. Os presbíteros estudantes realizam estudos de pós-graduação no campo da Teologia, da Filosofia e de outras ciências afins, nas várias Universidades e Institutos de Roma. Por meio dessas especializações e de várias outras atividades, os estudantes buscam o aperfeiçoamento de sua formação presbiteral. Depois, ao voltarem para o Brasil, uma vez terminados seus estudos, os padres se dedicam ao trabalho pastoral, seja nos seminários como professores e formadores, seja atuando em outras áreas: na pastoral paroquial, assessorias, pesquisa e na ação missionária.

## História
O Pio Brasileiro foi inaugurado a 3 de abril de 1934, por vontade do Papa Pio XI (donde provém o nome de Pio) e do episcopado do Brasil, com um papel de destaque para o Cardeal Dom Sebastião Leme da Silveira Cintra. Desde o início, a administração do Colégio foi confiada à Companhia de Jesus, que já dirigia o Colégio Pio Latino-americano, do qual o Pio Brasileiro foi desmembrado. A CNBB acompanhava a vida do Colégio mediante um bispo para isso designado. Após certo tempo, tal incumbência está a cargo da própria Presidência da Conferência Episcopal. Já com a Santa Sé essa vinculação se concretiza por meio do relacionamento com a Congregação para o Clero.
Até os anos 70, o colégio era habitado, sobretudo por seminaristas maiores que vinham fazer, em Roma, seus cursos básicos de Filosofia e Teologia. A partir daquela década, foi pouco a pouco aumentando o número dos presbíteros destinados pelas dioceses para estudos acadêmicos de mestrado ou doutorado nas várias universidades pontifícias ou ateneus eclesiásticos de Roma. As áreas mais procuradas são: Teologia, Filosofia, Bíblia, Moral e Direito Canônico. Mas há estudantes também em outras áreas: Patrística, Espiritualidade, História Eclesiástica, Pastoral de Juventude e Catequese, Comunicação Social, Doutrina Social da Igreja, liturgia dentre outros.
Durante mais de 80 anos, o Colégio foi administrado pela Companhia de Jesus. Devido à diminuição de vocações, os padres jesuítas acharam por bem deixar o Colégio. No dia 30 de setembro de 2013, o primeiro Conselho de Direção de presbíteros diocesanos, nomeado pela CNBB, assumiu a direção do Colégio. Este Conselho assim foi constituído: Pe. Geraldo dos Reis Maia, da Arquidiocese de Uberaba (MG), Reitor; Pe. Domingos Barbosa Filho, da Diocese de Oeiras (PI), Diretor de Estudos; Pe. Antonio Reges Brasil, da Arquidiocese de Pelotas (RS), Diretor Espiritual; Pe. Olindo Furlanetto, da Diocese de Treviso, tendo realizado missião no Nordeste brasileiro e Manaus, como Fidei Donum, ecônomo.
Os estudantes são provenientes das várias dioceses brasileiras, algumas congregações religiosas e outros países dos quatro continentes:  Angola, Benim, Guiné-Bissau, Moçambique, Chile, Bolívia, Colômbia, Equador, Uruguai,  Timor-Lest, Croácia.
A média dos últimos anos tem girado em torno de 100 estudantes, mas nem sempre foi assim. Durante a segunda guerra mundial, o número de seminaristas ficou reduzido a apenas 12, devido aos reais perigos da guerra submarina, já que a viagem do Brasil para o Colégio era feita por navio. Após o término do conflito, o número voltou a crescer, atingindo o máximo de 130 estudantes no ano 1954 e 1955. Desde o começo, já houve 2229 matrículas, relativas a 2117 estudantes, já que alguns desses frequentaram o Colégio mais de uma vez, para cursos diferentes.
Além de tantos Mestres e Doutores, Bispos, Arcebispos e Cardeais, neste Colégio residiram vários santos e até mártires. Dos ex-estudantes, 155 se tornaram bispos, dos quais seis foram criados cardeais: Dom Agnelo Rossi, Dom Serafim Fernandes de Araújo, Dom Geraldo Majella Agnelo, Dom Odilo Pedro Scherer, Dom Raymundo Damasceno Assis e Dom João Braz de Aviz. Ressaltamos duas figuras ilustres que passaram pelo Colégio:
- P. João Bosco Penido Burnier, SJ, que residiu em nosso Colégio, deixou memorável história. Mineiro de Juiz de Fora, nasceu a 11 de junho de 1917. Residiu no Pontifício Colégio Pio Brasileiro, no período de 03 de abril de 1934 a 08 de agosto de 1936, quando fez mestrado em filosofia pela Pontifícia Universidade Gregoriana. Foi ordenado padre jesuíta em 27 de julho de 1946. Assumiu trabalhos importantes na Companhia de Jesus e realizou grande obra missionária voltada aos indígenas. Em companhia de Dom Pedro Casaldáliga, então Bispo de São Félix do Araguaia, Pe. Burnier intercedia junto aos policiais por duas mulheres presas que eram torturadas, quando foi baleado por um dos policiais, na tarde de 11 de outubro de 1976, em Ribeirão Cascalheira (MT). Levado para Goiânia, faleceu no dia seguinte, na Solenidade de Nossa Senhora Aparecida. Pe. Burnier, que viveu no Colégio Pio Brasileiro, aprendeu a lição do Mestre; lavou suas vestes no sangue do Cordeiro, por amor ao Evangelho, no seguimento de Jesus Cristo.
- Outro membro ilustre de nosso Colégio foi Dom Luciano Pedro Mendes de Almeida, que foi Diretor de Estudos. Dom Luciano nasceu no Rio de Janeiro, no dia 5 de outubro de 1930. Entrou para a Companhia de Jesus no dia 2 de março de 1947 e foi ordenado padre no dia 5 de julho de 1958. Foi nomeado bispo pelo Papa Paulo VI, no dia 25 de fevereiro de 1976. Exerceu a função de bispo auxiliar na Arquidiocese de São Paulo e responsável pela Pastoral do Menor no período de 1976 a 1988. O Papa João Paulo II o nomeou arcebispo de Mariana no dia 6 de abril de 1988. Na Conferência Nacional dos Bispos do Brasil, foi Secretário-geral no período de 1979 a 1987, e presidente de 1987 a 1995. Na Cúria Romana foi membro do Pontifício Conselho Justiça e Paz (1992 – 2006) e membro da Comissão do Secretariado para o Sínodo (1994-1999). Foi vice-presidente do Conselho Episcopal Latino-Americano (1995-1998)[1]. Figura de destaque do episcopado brasileiro, atuou na defesa dos direitos humanos e no serviço aos pobres. Deixou várias obras publicadas. Dom Luciano faleceu em Sâo Paulo, a 27 de agosto de 2006.

## Ingresso
Não são admitidos seminaristas, somente presbíteros com alguma experiência no ministério. Para algum presbítero matricular-se no Pontifício Colégio Pio Brasileiro é necessário seguir estas prescrições: apresentar uma carta pessoal de solicitação, demonstrando suas motivações; ser enviado por seu bispo diocesano ou pelo Superior religioso, que deve apresentar o candidato; ser recomendado, mediante carta de apresentação, por membros do Conselho Presbiteral. Para outras informações, consulte: http://digilander.libero.it/brasileiro/informacoes.htm. A manutenção dos padres é garantida pelas respectivas Dioceses, que contam com a ajuda de benfeitores através de bolsas de estudos.

## Relação com os Papas
O Colégio Pio Brasileiro sempre manteve bons vínculos com os papas, mesmo porque se trata de um Colégio pontifício. Em 1964 o Papa Paulo VI visitou o colégio, presenteando-o com um precioso cálice. São João Paulo II visitou o Colégio em 1982, quando disse que o Colégio Pio Brasileiro constitui “um pedaço do Brasil em Roma”. 

Toda a Igreja presente no Brasil é, pois, vivamente convidada a agradecer a Deus por esta frondosa árvore plantada na Cidade Eterna, às margens da Via Aurélia, que tem a alegria de contemplar o feliz cumprimento de sua missão na evidência de seus bons frutos: distintos e santos párocos, sábios professores dedicados ao magistério em seminários e faculdades e tantos bispos, arcebispos e cardeais oferecidos à Igreja.